# Brazil International 1996
Die Brazil International 1996 (auch São Paulo International 1996 genannt) im Badminton fanden vom 11. bis zum 13. Oktober 1996 in São Paulo statt. Auf der IBF-Turnierskala erreichte es die Wertung D.

## Sieger und Platzierte
| Disziplin    | Gold                          | Silber                           | Bronze                                |
| ------------ | ----------------------------- | -------------------------------- | ------------------------------------- |
| Herreneinzel | Mario Carulla                 | Paulo Fam                        | Leandro Santos                        |
| Herreneinzel | Mario Carulla                 | Paulo Fam                        | Paulo von Scala                       |
| Dameneinzel  | Ximena Bellido                | Doriana Rivera                   | Cristina Nakano                       |
| Dameneinzel  | Ximena Bellido                | Doriana Rivera                   | Patricia Finardi                      |
| Herrendoppel | Mario Carulla Federico Valdez | Paulo Fam Shuan Huang            | Guilherme Kumasaka Paulo von Scala    |
| Herrendoppel | Mario Carulla Federico Valdez | Paulo Fam Shuan Huang            | Marcelo Martins Leandro Santos        |
| Damendoppel  | Ximena Bellido Doriana Rivera | Patricia Finardi Cristina Nakano | Lucero Chueca Angela Pacheco          |
| Damendoppel  | Ximena Bellido Doriana Rivera | Patricia Finardi Cristina Nakano | Sandra Cattaneo Miashiro Min Huai Hao |
| Mixed        | Mario Carulla Ximena Bellido  | Federico Valdez Doriana Rivera   | Marcelo Martins Min Huai Hao          |
| Mixed        | Mario Carulla Ximena Bellido  | Federico Valdez Doriana Rivera   | Leandro Santos Patricia Finardi       |

## Finalergebnisse
| Disziplin    | Sieger                        | Finalist                         | Ergebnis    |
| ------------ | ----------------------------- | -------------------------------- | ----------- |
| Herreneinzel | Mario Carulla                 | Paulo Fam                        | 15–5, 15–3  |
| Dameneinzel  | Ximena Bellido                | Doriana Rivera                   | 11–6, 11–2  |
| Herrendoppel | Mario Carulla Federico Valdez | Paulo Fam Shuan Huang            | 15–4, 15–7  |
| Damendoppel  | Ximena Bellido Doriana Rivera | Patricia Finardi Cristina Nakano | 15–2, 15–10 |
| Mixed        | Mario Carulla Ximena Bellido  | Federico Valdez Doriana Rivera   | w.o.        |